# Тур WTA 2000
Sanex WTA Tour 2000 був 30-м сезоном від моменту заснування Жіночої тенісної асоціації (WTA). Він розпочався 3 січня в завершився 13 листопада 2000 року, після 58 змагань. До календаря додався новий турнір: State Farm Classic у Скоттсдейлі (Аризона, США). Також повернувся China Open, який переїхав до Шанхаю, після того як востаннє відбувся у Пекіні 1996 року.
Мартіна Хінгіс завершила сезон на першому місці в рейтингу WTA втретє за останні чотири роки і другий рік поспіль. Однак це був перший рік, який вона завершила першою без перемог на турнірах Великого шолома в одиночному розряді. Хінгіс здобула найбільше титулів упродовж сезону, включаючи престижний Чемпіонат Туру WTA. Вінус Вільямс виграла найбільше турнірів Великого шолома, 2, і завершила сезон на 3-му місці в рейтингу WTA. Вона також виграла золоту медаль на Олімпійських іграх у Сіднеї й WTA нагородила її титулом Гравчиня року. Марі П'єрс виграла свій другий титул на турнірах Великого шолома через п'ять років після свого останнього, ставши першою француженкою, яка виграла на домашніх кортах, після Франсуази Дюрр 1967 році. Ліндсі Девенпорт виграла свій третій і останній титул Великого шолома на Відкритому чемпіонаті Австралії.
У парному розряді на турнірах Великого шолома титули поділили між собою чотири різні пари: Ліза Реймонд і Ренне Стаббс, Мартіна Хінгіс і Марі П'єрс, Серена Вільямс і Вінус Вільямс, а також Жюлі Алар-Декюжі і Ай Суґіяма. Сестри Вільмс також виграли золоті медалі на Олімпійських іграх і WTA нагородила їх титулом Пара року.

## Графік
Нижче наведено повний розклад змагань Туру WTA 2000.
Легенда
| Турніри Великого шолома   |
| Літні Олімпійські ігри    |
| Чемпіонат закінчення року |
| Турніри 1-ї категорії     |
| Турніри 2-ї категорії     |
| Турніри 3-ї категорії     |
| Турніри 4-ї категорії     |
| Командні змагання         |

### Січень
| Тиждень         | Турнір | Чемпіонки                                | Фіналістки                          | Півфіналістки                                                           | Чвертьфіналістки                                                        |
| --------------- | --- | ---------------------------------------- | ----------------------------------- | ----------------------------------------------------------------------- | ----------------------------------------------------------------------- |
| 3 січня         | Кубок Гопмана Перт, Австралія Hopman Cup Хард (п) – 8 команд (ГР)                                                                                              | ПАР 3–0                                  | Таїланд                             | Програли в круговому турнірі (група A) Australia · Австрія · Словаччина | Програли в круговому турнірі (група B) Швеція · United States · Бельгія |
| 3 січня         | Thalgo Hardcourts Championships Голд-Кост, Австралія Турнір 3-ї категорії $170,000 - Хард - 30S/32Q/16D Одиночний розряд - Парний розряд                       | Сільвія Талая 6–0, 0–6, 6–4              | Кончіта Мартінес                    | Наталі Деші Аранча Санчес Вікаріо                                       | Магдалена Малеєва Сабін Аппельманс Патті Шнідер Анна Курнікова          |
| 3 січня         | Thalgo Hardcourts Championships Голд-Кост, Австралія Турнір 3-ї категорії $170,000 - Хард - 30S/32Q/16D Одиночний розряд - Парний розряд                       | Жюлі Алар-Декюжі Анна Курнікова 6–3, 6–0 | Сабін Аппельманс Ріта Гранде        | Наталі Деші Аранча Санчес Вікаріо                                       | Магдалена Малеєва Сабін Аппельманс Патті Шнідер Анна Курнікова          |
| 3 січня         | ASB Bank Classic Окленд, Нова Зеландія Турнір 4-ї категорії $110,000 - Хард - 32S/32Q/16D Одиночний розряд - Парний розряд                                     | Анна Кремер 6–4, 6–4                     | Кара Блек                           | Аманда Гопманс Меган Шонессі                                            | Олена Лиховцева Мірослава Ваврінец Анна Смашнова Паола Суарес           |
| 3 січня         | ASB Bank Classic Окленд, Нова Зеландія Турнір 4-ї категорії $110,000 - Хард - 32S/32Q/16D Одиночний розряд - Парний розряд                                     | Кара Блек Александра Фусаї 3–6, 6–3, 6–4 | Барбара Шварц Патріція Вартуш       | Аманда Гопманс Меган Шонессі                                            | Олена Лиховцева Мірослава Ваврінец Анна Смашнова Паола Суарес           |
| 10 січня        | Adidas International Сідней, Австралія Турнір 2-ї категорії $460,000 - Хард - 28S/32Q/16D Одиночний розряд - Парний розряд                                     | Амелі Моресмо 7–6(7–2), 6–4              | Ліндсі Девенпорт                    | Мартіна Хінгіс Анна Курнікова                                           | Домінік ван Рост Марі П'єрс Александра Стівенсон Аранча Санчес Вікаріо  |
| 10 січня        | Adidas International Сідней, Австралія Турнір 2-ї категорії $460,000 - Хард - 28S/32Q/16D Одиночний розряд - Парний розряд                                     | Жюлі Алар-Декюжі Ай Суґіяма 6–0, 6–3     | Мартіна Хінгіс Марі П'єрс           | Мартіна Хінгіс Анна Курнікова                                           | Домінік ван Рост Марі П'єрс Александра Стівенсон Аранча Санчес Вікаріо  |
| 10 січня        | ANZ Tasmanian International Гобарт, Австралія Турнір 4-ї категорії $110,000 - Хард - 32S/32Q/16D Одиночний розряд - Парний розряд                              | Кім Клейстерс 2–6, 6–2, 6–2              | Чанда Рубін                         | Емі Фрейзер Марія Венто                                                 | Кетеліна Крістя Жустін Енен Морін Дрейк Сара Пітковскі                  |
| 10 січня        | ANZ Tasmanian International Гобарт, Австралія Турнір 4-ї категорії $110,000 - Хард - 32S/32Q/16D Одиночний розряд - Парний розряд                              | Ріта Гранде Емілі Луа 6–2, 2–6, 6–3      | Кім Клейстерс Алісія Молік          | Емі Фрейзер Марія Венто                                                 | Кетеліна Крістя Жустін Енен Морін Дрейк Сара Пітковскі                  |
| 17 січня 24 Jay | Відкритий чемпіонат Австралії Мельбурн, Австралія Великий шолом $3,156,711 - Хард - 128S/96Q/64D/32X Одиночний розряд - Парний розряд - Змішаний парний розряд | Ліндсі Девенпорт 6–1, 7–5                | Мартіна Хінгіс                      | Кончіта Мартінес Дженніфер Капріаті                                     | Аранча Санчес Вікаріо Олена Лиховцева Ай Суґіяма Жюлі Алар-Декюжі       |
| 17 січня 24 Jay | Відкритий чемпіонат Австралії Мельбурн, Австралія Великий шолом $3,156,711 - Хард - 128S/96Q/64D/32X Одиночний розряд - Парний розряд - Змішаний парний розряд | Ліза Реймонд Ренне Стаббс 6–4, 5–7, 6–4  | Мартіна Хінгіс Марі П'єрс           | Кончіта Мартінес Дженніфер Капріаті                                     | Аранча Санчес Вікаріо Олена Лиховцева Ай Суґіяма Жюлі Алар-Декюжі       |
| 17 січня 24 Jay | Відкритий чемпіонат Австралії Мельбурн, Австралія Великий шолом $3,156,711 - Хард - 128S/96Q/64D/32X Одиночний розряд - Парний розряд - Змішаний парний розряд | Джаред Палмер Ренне Стаббс 7–5, 7–6(7–3) | Тодд Вудбрідж Аранча Санчес Вікаріо | Кончіта Мартінес Дженніфер Капріаті                                     | Аранча Санчес Вікаріо Олена Лиховцева Ай Суґіяма Жюлі Алар-Декюжі       |
| 31 січня        | Toray Pan Pacific Open Токіо, Японія Турнір 1-ї категорії $1,080,000 - Килим (i) - 28S/32Q/16D Одиночний розряд - Парний розряд                                | Мартіна Хінгіс 6–3, 7–5                  | Сандрін Тестю                       | Чанда Рубін Катарина Среботнік                                          | Анна Курнікова Аманда Кетцер Наталі Тозья Лілія Остерло                 |
| 31 січня        | Toray Pan Pacific Open Токіо, Японія Турнір 1-ї категорії $1,080,000 - Килим (i) - 28S/32Q/16D Одиночний розряд - Парний розряд                                | Мартіна Хінгіс Марі П'єрс 6–4, 6–1       | Александра Фусаї Наталі Тозья       | Чанда Рубін Катарина Среботнік                                          | Анна Курнікова Аманда Кетцер Наталі Тозья Лілія Остерло                 |

### Лютий
| Week      | Турнір | Чемпіонки                                                                  | Фіналістки                                                 | Півфіналістки                       | Чвертьфіналістки                                                  |
| --------- | --- | -------------------------------------------------------------------------- | ---------------------------------------------------------- | ----------------------------------- | ----------------------------------------------------------------- |
| 7 лютого  | Open Gaz de France Париж, Франція Турнір 2-ї категорії $535,000 - Килим (i) - 28S/32Q/16D Одиночний розряд - Парний розряд    | Наталі Тозья 7–5, 6–2                                                      | Серена Вільямс                                             | Жюлі Алар-Декюжі Анна Курнікова     | Сара Пітковскі Наталі Деші Іріна Спирля Анн-Гель Сідо             |
| 7 лютого  | Open Gaz de France Париж, Франція Турнір 2-ї категорії $535,000 - Килим (i) - 28S/32Q/16D Одиночний розряд - Парний розряд    | Жюлі Алар-Декюжі Сандрін Тестю 3–6, 6–3, 6–4                               | Оса Карлссон Емілі Луа                                     | Жюлі Алар-Декюжі Анна Курнікова     | Сара Пітковскі Наталі Деші Іріна Спирля Анн-Гель Сідо             |
| 7 лютого  | Copa Colsanitas Богота, Колумбія Турнір 4-ї категорії $140,000 - ґрунт - 32S/32Q/16D Одиночний розряд - Парний розряд         | Патріція Вартуш 4–6, 6–1, 6–4                                              | Татьяна Гарбін                                             | Сільвія Плішке Ріта Куті-Кіш        | Ольга Барабанщикова Паола Суарес Нурія Льягостера Меган Шонессі   |
| 7 лютого  | Copa Colsanitas Богота, Колумбія Турнір 4-ї категорії $140,000 - ґрунт - 32S/32Q/16D Одиночний розряд - Парний розряд         | Лаура Монтальво Паола Суарес 6–4, 6–2                                      | Ріта Куті-Кіш Петра Мандула                                | Сільвія Плішке Ріта Куті-Кіш        | Ольга Барабанщикова Паола Суарес Нурія Льягостера Меган Шонессі   |
| 14 лютого | Faber Grand Prix Гановер, Німеччина Турнір 2-ї категорії $535,000 - Хард (п) - 28S/32Q/16D Одиночний розряд - Парний розряд   | Серена Вільямс 6–1, 6–1                                                    | Деніса Хладкова                                            | Амелі Моресмо Анн-Гель Сідо         | Патті Шнідер Анна Смашнова Анна Кремер Крісті Богерт              |
| 14 лютого | Faber Grand Prix Гановер, Німеччина Турнір 2-ї категорії $535,000 - Хард (п) - 28S/32Q/16D Одиночний розряд - Парний розряд   | Оса Карлссон Наташа Звєрєва 6–3, 6–4                                       | Сільвія Фаріна-Елія Каріна Габшудова                       | Амелі Моресмо Анн-Гель Сідо         | Патті Шнідер Анна Смашнова Анна Кремер Крісті Богерт              |
| 14 лютого | Brasil Open Сан-Паулу, Бразилія Турнір 4-ї категорії $140,000 - ґрунт - 32S/32Q/16D Одиночний розряд - Парний розряд          | Ріта Куті-Кіш 4–6, 6–4, 7–5                                                | Паола Суарес                                               | Йоаннетта Крюгер Еммануель Гальярді | Сільвія Плішке Крістіна Торренс-Валеро Анка Барна Патріція Вартуш |
| 14 лютого | Brasil Open Сан-Паулу, Бразилія Турнір 4-ї категорії $140,000 - ґрунт - 32S/32Q/16D Одиночний розряд - Парний розряд          | Лаура Монтальво Паола Суарес 5–7, 6–4, 6–3                                 | Жанетта Гусарова Флоренсія Лабат                           | Йоаннетта Крюгер Еммануель Гальярді | Сільвія Плішке Крістіна Торренс-Валеро Анка Барна Патріція Вартуш |
| 21 лютого | IGA Superthrift Classic Оклахома-Сіті, США Турнір 3-ї категорії $170,000 - Хард (п) - 30S/32Q/16D Singles Draw - Doubles Draw | Моніка Селеш 6–1, 7–6(7–3)                                                 | Наталі Деші                                                | Ріта Гранде Аманда Кетцер           | Тетяна Панова Емі Фрейзер Ліза Реймонд Сара Пітковскі             |
| 21 лютого | IGA Superthrift Classic Оклахома-Сіті, США Турнір 3-ї категорії $170,000 - Хард (п) - 30S/32Q/16D Singles Draw - Doubles Draw | Коріна Мораріу Кімберлі По 6–4, 4–6, 6–2                                   | Тамарін Танасугарн Олена Татаркова                         | Ріта Гранде Аманда Кетцер           | Тетяна Панова Емі Фрейзер Ліза Реймонд Сара Пітковскі             |
| 28 лютого | State Farm Classic Скоттсдейл, США Турнір 2-ї категорії $535,000 - Хард - 28S/32Q/16D Одиночний розряд - Парний розряд        | Мартіна Хінгіс vs Ліндсі Девенпорт (cancelled due to rain)                 | Мартіна Хінгіс vs Ліндсі Девенпорт (cancelled due to rain) | Марі П'єрс Анна Курнікова           | Сандрін Тестю Наталі Деші Ай Суґіяма Моніка Селеш                 |
| 28 лютого | State Farm Classic Скоттсдейл, США Турнір 2-ї категорії $535,000 - Хард - 28S/32Q/16D Одиночний розряд - Парний розряд        | Кара Блек / Ірина Селютіна vs N/A (other semifinal not played due to rain) |                                                            | Марі П'єрс Анна Курнікова           | Сандрін Тестю Наталі Деші Ай Суґіяма Моніка Селеш                 |

### Березень
| Week       | Турнір | Чемпіонки                                 | Фіналістки                    | Півфіналістки               | Чвертьфіналістки                                             |
| ---------- | --- | ----------------------------------------- | ----------------------------- | --------------------------- | ------------------------------------------------------------ |
| 6 березня  | Tennis Masters Series Індіан-Веллс, США Турнір 1-ї категорії $2,000,000 - Хард - 80S/32Q/32D Одиночний розряд - Парний розряд | Ліндсі Девенпорт 4–6, 6–4, 6–0            | Мартіна Хінгіс                | Марі П'єрс Олена Дементьєва | Моніка Селеш Серена Вільямс Чанда Рубін Кончіта Мартінес     |
| 6 березня  | Tennis Masters Series Індіан-Веллс, США Турнір 1-ї категорії $2,000,000 - Хард - 80S/32Q/32D Одиночний розряд - Парний розряд | Ліндсі Девенпорт Коріна Мораріу 6–2, 6–3  | Анна Курнікова Наташа Звєрєва | Марі П'єрс Олена Дементьєва | Моніка Селеш Серена Вільямс Чанда Рубін Кончіта Мартінес     |
| 20 березня | Ericsson Open Маямі, США Турнір 1-ї категорії $2,525,000 - Хард - 96S/64Q/32D Одиночний розряд - Парний розряд                | Мартіна Хінгіс 6–3, 6–2                   | Ліндсі Девенпорт              | Моніка Селеш Сандрін Тестю  | Аманда Кетцер Емі Фрейзер Дженніфер Капріаті Nadejda Petrova |
| 20 березня | Ericsson Open Маямі, США Турнір 1-ї категорії $2,525,000 - Хард - 96S/64Q/32D Одиночний розряд - Парний розряд                | Жюлі Алар-Декюжі Ай Суґіяма 4–6, 7–5, 6–4 | Ніколь Арендт Манон Боллеграф | Моніка Селеш Сандрін Тестю  | Аманда Кетцер Емі Фрейзер Дженніфер Капріаті Nadejda Petrova |

### Квітень
| Week      | Турнір | Чемпіонки                                           | Фіналістки                                                           | Півфіналістки                                                           | Чвертьфіналістки                                                                   |
| --------- | --- | --------------------------------------------------- | -------------------------------------------------------------------- | ----------------------------------------------------------------------- | ---------------------------------------------------------------------------------- |
| 10 квітня | Bausch & Lomb Championships Амілія, США Турнір 2-ї категорії $535,000 - Ґрунт (зелений) - 56S/32Q/28D Одиночний розряд - Парний розряд    | Моніка Селеш 6–3, 6–2                               | Кончіта Мартінес                                                     | Олена Лиховцева Паола Суарес                                            | Марі П'єрс Барбара Шетт Аранча Санчес Вікаріо Анна Курнікова                       |
| 10 квітня | Bausch & Lomb Championships Амілія, США Турнір 2-ї категорії $535,000 - Ґрунт (зелений) - 56S/32Q/28D Одиночний розряд - Парний розряд    | Doubles semifinals cancelled due to rain            |                                                                      | Олена Лиховцева Паола Суарес                                            | Марі П'єрс Барбара Шетт Аранча Санчес Вікаріо Анна Курнікова                       |
| 10 квітня | Estoril Open Ештуріл, Португалія Турнір 4-ї категорії $140,000 - ґрунт - 32S/32Q/16D Одиночний розряд - Парний розряд                     | Анке Губер 6–2, 1–6, 7–5                            | Наталі Деші                                                          | Татьяна Гарбін Сільвія Фаріна-Елія                                      | Крістіна Торренс-Валеро Ріта Куті-Кіш Мірослава Ваврінец Анхелес Монтоліо          |
| 10 квітня | Estoril Open Ештуріл, Португалія Турнір 4-ї категорії $140,000 - ґрунт - 32S/32Q/16D Одиночний розряд - Парний розряд                     | Тіна Кріжан Катарина Среботнік 6–0, 7–6(11–9)       | Аманда Гопманс Крістіна Торренс-Валеро                               | Татьяна Гарбін Сільвія Фаріна-Елія                                      | Крістіна Торренс-Валеро Ріта Куті-Кіш Мірослава Ваврінец Анхелес Монтоліо          |
| 17 квітня | Family Circle Cup Гілтон-Гед-Айленд, США Турнір 1-ї категорії $1,080,000 - Ґрунт (зелений) - 56S/16Q/28D Одиночний розряд - Парний розряд | Марі П'єрс 6–1, 6–0                                 | Аранча Санчес Вікаріо                                                | Моніка Селеш Кончіта Мартінес                                           | Єлена Докич Руксандра Драгомір Аманда Кетцер Яна Неєдли                            |
| 17 квітня | Family Circle Cup Гілтон-Гед-Айленд, США Турнір 1-ї категорії $1,080,000 - Ґрунт (зелений) - 56S/16Q/28D Одиночний розряд - Парний розряд | Вірхінія Руано Паскуаль Паола Суарес 7–5, 6–3       | Кончіта Мартінес Патрісія Тарабіні                                   | Моніка Селеш Кончіта Мартінес                                           | Єлена Докич Руксандра Драгомір Аманда Кетцер Яна Неєдли                            |
| 17 квітня | Westel 900 Open Будапешт, Угорщина Турнір 4-ї категорії $140,000 - ґрунт - 32S/32Q/16D Одиночний розряд - Парний розряд                   | Татьяна Гарбін 6–2, 7–6(7–4)                        | Крісті Богерт                                                        | Анхелес Монтоліо Сара Пітковскі                                         | Каталін Мароші-Аракама Мірослава Ваврінец Ольга Барабанщикова Марія Санчес Лоренсо |
| 17 квітня | Westel 900 Open Будапешт, Угорщина Турнір 4-ї категорії $140,000 - ґрунт - 32S/32Q/16D Одиночний розряд - Парний розряд                   | Любомира Бачева Крістіна Торренс-Валеро 6–0, 6–2    | Єлена Костанич Сандра Начук                                          | Анхелес Монтоліо Сара Пітковскі                                         | Каталін Мароші-Аракама Мірослава Ваврінец Ольга Барабанщикова Марія Санчес Лоренсо |
| 24 квітня | Fed Cup: Круговий турнір Барі, Італія – ґрунт (група A) Братислава, Словаччина – Хард (п) (група B) Москва, Росія – (Килим) (i) (група C) | Advance to Knockout Stage Іспанія · Чехія · Бельгія | Програли в круговому турнірі (група A) Німеччина · Італія · Хорватія | Програли в круговому турнірі (група B) Швейцарія · Австрія · Словаччина | Програли в круговому турнірі (група C) Франція · Росія · Австрія                   |

### Травень
| Week               | Турнір | Чемпіонки                                                 | Фіналістки                            | Півфіналістки                         | Чвертьфіналістки                                                       |
| ------------------ | --- | --------------------------------------------------------- | ------------------------------------- | ------------------------------------- | ---------------------------------------------------------------------- |
| 1 травня           | Betty Barclay Cup Гамбург, Німеччина Турнір 2-ї категорії $535,000 - ґрунт - 28S/32Q/16D Одиночний розряд - Парний розряд                                | Мартіна Хінгіс 6–3, 6–3                                   | Аранча Санчес Вікаріо                 | Анке Губер Аманда Кетцер              | Анна Курнікова Кончіта Мартінес Андреа Гласс Вінус Вільямс             |
| 1 травня           | Betty Barclay Cup Гамбург, Німеччина Турнір 2-ї категорії $535,000 - ґрунт - 28S/32Q/16D Одиночний розряд - Парний розряд                                | Анна Курнікова Наташа Звєрєва 6–7(5–7), 6–2, 6–4          | Ніколь Арендт Манон Боллеграф         | Анке Губер Аманда Кетцер              | Анна Курнікова Кончіта Мартінес Андреа Гласс Вінус Вільямс             |
| 1 травня           | Croatian Bol Ladies Open Бол, Хорватія Турнір 3-ї категорії $170,000 - ґрунт - 30S/32Q/16D Одиночний розряд - Парний розряд                              | Тіна Писник 7–6(7–4), 7–6(7–2)                            | Амелі Моресмо                         | Гала Леон Гарсія Марія Санчес Лоренсо | Паола Суарес Коріна Мораріу Анхелес Монтоліо Сандрін Тестю             |
| 1 травня           | Croatian Bol Ladies Open Бол, Хорватія Турнір 3-ї категорії $170,000 - ґрунт - 30S/32Q/16D Одиночний розряд - Парний розряд                              | Жюлі Алар-Декюжі Коріна Мораріу 6–2, 6–2                  | Тіна Кріжан Катарина Среботнік        | Гала Леон Гарсія Марія Санчес Лоренсо | Паола Суарес Коріна Мораріу Анхелес Монтоліо Сандрін Тестю             |
| 8 травня           | Відкритий чемпіонат Німеччини Берлін, Німеччина Турнір 1-ї категорії $1,080,000 - ґрунт - 56S/32Q/28D Одиночний розряд - Парний розряд                   | Кончіта Мартінес 6–1, 6–2                                 | Аманда Кетцер                         | Мартіна Хінгіс Йоаннетта Крюгер       | Сандрін Тестю Гала Леон Гарсія Анке Губер Олена Дементьєва             |
| 8 травня           | Відкритий чемпіонат Німеччини Берлін, Німеччина Турнір 1-ї категорії $1,080,000 - ґрунт - 56S/32Q/28D Одиночний розряд - Парний розряд                   | Кончіта Мартінес Аранча Санчес Вікаріо 3–6, 6–2, 7–6(9–7) | Аманда Кетцер Коріна Мораріу          | Мартіна Хінгіс Йоаннетта Крюгер       | Сандрін Тестю Гала Леон Гарсія Анке Губер Олена Дементьєва             |
| 8 травня           | Warsaw Cup by Heros Варшава, Польща Турнір 4-ї категорії $110,000 - ґрунт - 32S/32Q/16D Одиночний розряд - Парний розряд                                 | Генрієта Надьова 2–6, 6–4, 7–5                            | Аманда Гопманс                        | Дженніфер Гопкінс Міріам Ореманс      | Крістіна Торренс-Валеро Татьяна Гарбін Ольга Барабанщикова Яна Кандарр |
| 8 травня           | Warsaw Cup by Heros Варшава, Польща Турнір 4-ї категорії $110,000 - ґрунт - 32S/32Q/16D Одиночний розряд - Парний розряд                                 | Татьяна Гарбін Жанетта Гусарова 6–3, 6–1                  | Ірода Туляганова Ганна Запорожанова   | Дженніфер Гопкінс Міріам Ореманс      | Крістіна Торренс-Валеро Татьяна Гарбін Ольга Барабанщикова Яна Кандарр |
| 15 травня          | Відкритий чемпіонат Італії Rome, Італія Турнір 1-ї категорії $1,080,000 - ґрунт - 56S/32Q/28D Одиночний розряд - Парний розряд                           | Моніка Селеш 6–2, 7–6(7–4)                                | Амелі Моресмо                         | Коріна Мораріу Фабіола Сулуага        | Джулія Казоні Єлена Докич Аранча Санчес Вікаріо Наталі Тозья           |
| 15 травня          | Відкритий чемпіонат Італії Rome, Італія Турнір 1-ї категорії $1,080,000 - ґрунт - 56S/32Q/28D Одиночний розряд - Парний розряд                           | Ліза Реймонд Ренне Стаббс 6–3, 4–6, 6–3                   | Аранча Санчес Вікаріо Магі Серна      | Коріна Мораріу Фабіола Сулуага        | Джулія Казоні Єлена Докич Аранча Санчес Вікаріо Наталі Тозья           |
| 15 травня          | Mexx Benelux Open Антверпен, Бельгія Турнір 4-ї категорії $140,000 - ґрунт - 32S/32Q/16D Singles Draw - Doubles Draw                                     | Аманда Кетцер 4–6, 6–2, 6–3                               | Крістіна Торренс-Валеро               | Лоранс Куртуа Єлена Костанич          | Меган Шонессі Любомира Бачева Анхелес Монтоліо Дженніфер Гопкінс       |
| 15 травня          | Mexx Benelux Open Антверпен, Бельгія Турнір 4-ї категорії $140,000 - ґрунт - 32S/32Q/16D Singles Draw - Doubles Draw                                     | Сабін Аппельманс Кім Клейстерс 6–1, 6–1                   | Дженніфер Гопкінс Петра Рампре        | Лоранс Куртуа Єлена Костанич          | Меган Шонессі Любомира Бачева Анхелес Монтоліо Дженніфер Гопкінс       |
| 22 травня          | Internationaux de Strasbourg Страсбург, Франція Турнір 3-ї категорії $170,000 - ґрунт - 30S/32Q/16D Одиночний розряд - Парний розряд                     | Сільвія Талая 7–5, 4–6, 6–3                               | Ріта Куті-Кіш                         | Наталі Деші Анна Смашнова             | Наталі Тозья Коріна Мораріу Лілія Остерло Даніела Гантухова            |
| 22 травня          | Internationaux de Strasbourg Страсбург, Франція Турнір 3-ї категорії $170,000 - ґрунт - 30S/32Q/16D Одиночний розряд - Парний розряд                     | Соня Джеясілан Флоренсія Лабат 6–4, 6–3                   | Кім Грант Марія Венто                 | Наталі Деші Анна Смашнова             | Наталі Тозья Коріна Мораріу Лілія Остерло Даніела Гантухова            |
| 22 травня          | Open de España Villa de Madrid Мадрид, Іспанія Турнір 3-ї категорії $170,000 - ґрунт - 30S/32Q/16D Одиночний розряд - Парний розряд                      | Гала Леон Гарсія 4–6, 6–2, 6–2                            | Фабіола Сулуага                       | Іва Майолі Вірхінія Руано Паскуаль    | Германа ді Натале Оса Карлссон Анхелес Монтоліо Ніколь Пратт           |
| 22 травня          | Open de España Villa de Madrid Мадрид, Іспанія Турнір 3-ї категорії $170,000 - ґрунт - 30S/32Q/16D Одиночний розряд - Парний розряд                      | Ліза Реймонд Ренне Стаббс 6–1, 6–3                        | Гала Леон Гарсія Марія Санчес Лоренсо | Іва Майолі Вірхінія Руано Паскуаль    | Германа ді Натале Оса Карлссон Анхелес Монтоліо Ніколь Пратт           |
| 29 травня 5 червня | Відкритий чемпіонат Франції Париж, Франція Великий шолом $4,141,085 - Ґрунт - 128S/96Q/64D/32X Одиночний розряд - Парний розряд - Змішаний парний розряд | Марі П'єрс 6–2, 7–5                                       | Кончіта Мартінес                      | Мартіна Хінгіс Аранча Санчес Вікаріо  | Чанда Рубін Моніка Селеш Вінус Вільямс Марта Марреро                   |
| 29 травня 5 червня | Відкритий чемпіонат Франції Париж, Франція Великий шолом $4,141,085 - Ґрунт - 128S/96Q/64D/32X Одиночний розряд - Парний розряд - Змішаний парний розряд | Мартіна Хінгіс Марі П'єрс 6–2, 6–4                        | Вірхінія Руано Паскуаль Паола Суарес  | Мартіна Хінгіс Аранча Санчес Вікаріо  | Чанда Рубін Моніка Селеш Вінус Вільямс Марта Марреро                   |
| 29 травня 5 червня | Відкритий чемпіонат Франції Париж, Франція Великий шолом $4,141,085 - Ґрунт - 128S/96Q/64D/32X Одиночний розряд - Парний розряд - Змішаний парний розряд | Девід Адамс Маріан де Свардт 6–3, 3–6, 6–3                | Тодд Вудбрідж Ренне Стаббс            | Мартіна Хінгіс Аранча Санчес Вікаріо  | Чанда Рубін Моніка Селеш Вінус Вільямс Марта Марреро                   |

### Червень
| Week              | Турнір | Чемпіонки                                     | Фіналістки                          | Півфіналістки                      | Чвертьфіналістки                                                  |
| ----------------- | --- | --------------------------------------------- | ----------------------------------- | ---------------------------------- | ----------------------------------------------------------------- |
| 12 червня         | DFS Classic Бірмінгем, Велика Британія Турнір 3-ї категорії $170,000 - Трава - 56S/32Q/16D Одиночний розряд - Парний розряд                                    | Ліза Реймонд 6–2, 6–7(7–9), 6–4               | Тамарін Танасугарн                  | Наталі Тозья Кара Блек             | Анн-Гель Сідо Дженніфер Капріаті Крістіна Бранді Жюлі Алар-Декюжі |
| 12 червня         | DFS Classic Бірмінгем, Велика Британія Турнір 3-ї категорії $170,000 - Трава - 56S/32Q/16D Одиночний розряд - Парний розряд                                    | Рейчел Макквіллан Ліза Макші 6–3, 7–6(7–5)    | Кара Блек Ірина Селютіна            | Наталі Тозья Кара Блек             | Анн-Гель Сідо Дженніфер Капріаті Крістіна Бранді Жюлі Алар-Декюжі |
| 12 червня         | Tashkent Open Ташкент, Узбекистан Турнір 4-ї категорії $140,000 - Хард - 32S/32Q/16D Одиночний розряд - Парний розряд                                          | Ірода Туляганова 6–3, 2–6, 6–3                | Франческа Ск'явоне                  | Ї Цзін-Цянь Сара Пітковскі         | Тетяна Пучек Ципора Обзилер Олена Бовіна Ганна Запорожанова       |
| 12 червня         | Tashkent Open Ташкент, Узбекистан Турнір 4-ї категорії $140,000 - Хард - 32S/32Q/16D Одиночний розряд - Парний розряд                                          | Лі На Лі Тін 3–6, 6–2, 6–4                    | Ірода Туляганова Ганна Запорожанова | Ї Цзін-Цянь Сара Пітковскі         | Тетяна Пучек Ципора Обзилер Олена Бовіна Ганна Запорожанова       |
| 19 червня         | Direct Line Championships Істборн, Велика Британія Турнір 2-ї категорії $535,000 - Трава - 28S/32Q/16D Одиночний розряд - Парний розряд                        | Жюлі Алар-Декюжі 7–6(7–4), 6–4                | Домінік ван Рост                    | Анна Кремер Чанда Рубін            | Ліндсі Девенпорт Аманда Кетцер Анна Курнікова Наталі Тозья        |
| 19 червня         | Direct Line Championships Істборн, Велика Британія Турнір 2-ї категорії $535,000 - Трава - 28S/32Q/16D Одиночний розряд - Парний розряд                        | Ай Суґіяма Наталі Тозья 2–6, 6–3, 7–6(7–3)    | Ліза Реймонд Ренне Стаббс           | Анна Кремер Чанда Рубін            | Ліндсі Девенпорт Аманда Кетцер Анна Курнікова Наталі Тозья        |
| 19 червня         | Heineken Trophy 'с-Гертогенбос, Нідерланди Турнір 3-ї категорії $170,000 - Трава - 30S/16D Одиночний розряд - Парний розряд                                    | Мартіна Хінгіс 6–2, 3–0 знялася.              | Руксандра Драгомір                  | Дженніфер Капріаті Крістіна Бранді | Кара Блек Патті Шнідер Ніколь Пратт Сандрін Тестю                 |
| 19 червня         | Heineken Trophy 'с-Гертогенбос, Нідерланди Турнір 3-ї категорії $170,000 - Трава - 30S/16D Одиночний розряд - Парний розряд                                    | Еріка де Лоун Ніколь Пратт 7–6(7–4), 4–3 ret. | Кетрін Берклей Каріна Габшудова     | Дженніфер Капріаті Крістіна Бранді | Кара Блек Патті Шнідер Ніколь Пратт Сандрін Тестю                 |
| 26 червня 3 липня | Вімблдон Championships Вімблдон, Велика Британія Великий шолом $5,235,332 - Трава - 128S/96Q/64D/32X Одиночний розряд - Парний розряд - Змішаний парний розряд | Вінус Вільямс 6–3, 7–6(7–3)                   | Ліндсі Девенпорт                    | Серена Вільямс Єлена Докич         | Мартіна Хінгіс Ліза Реймонд Магі Серна Моніка Селеш               |
| 26 червня 3 липня | Вімблдон Championships Вімблдон, Велика Британія Великий шолом $5,235,332 - Трава - 128S/96Q/64D/32X Одиночний розряд - Парний розряд - Змішаний парний розряд | Серена Вільямс Вінус Вільямс 6–3, 6–2         | Жюлі Алар-Декюжі Ай Суґіяма         | Серена Вільямс Єлена Докич         | Мартіна Хінгіс Ліза Реймонд Магі Серна Моніка Селеш               |
| 26 червня 3 липня | Вімблдон Championships Вімблдон, Велика Британія Великий шолом $5,235,332 - Трава - 128S/96Q/64D/32X Одиночний розряд - Парний розряд - Змішаний парний розряд | Доналд Джонсон Кімберлі По 6–4, 7–6(7–3)      | Ллейтон Г'юїтт Кім Клейстерс        | Серена Вільямс Єлена Докич         | Мартіна Хінгіс Ліза Реймонд Магі Серна Моніка Селеш               |

### Липень
| Week     | Турнір | Чемпіонки                                          | Фіналістки                                 | Півфіналістки                     | Чвертьфіналістки                                                   |
| -------- | --- | -------------------------------------------------- | ------------------------------------------ | --------------------------------- | ------------------------------------------------------------------ |
| 10 липня | Uniqa Grand Prix Клагенфурт-ам-Вертерзе, Австрія Турнір 3-ї категорії $170,000 - ґрунт - 30S/32Q/16D Singles Draw - Doubles Draw         | Барбара Шетт 5–7, 6–4, 6–4                         | Патті Шнідер                               | Анхелес Монтоліо Адріана Герші    | Йоаннетта Крюгер Магдалена Малеєва Наташа Звєрєва Гала Леон Гарсія |
| 10 липня | Uniqa Grand Prix Клагенфурт-ам-Вертерзе, Австрія Турнір 3-ї категорії $170,000 - ґрунт - 30S/32Q/16D Singles Draw - Doubles Draw         | Лаура Монтальво Паола Суарес 7–6(7–5), 6–1         | Барбара Шетт Патті Шнідер                  | Анхелес Монтоліо Адріана Герші    | Йоаннетта Крюгер Магдалена Малеєва Наташа Звєрєва Гала Леон Гарсія |
| 10 липня | Internazionali Femminili di Palermo Палермо, Італія Турнір 4-ї категорії $140,000 - ґрунт - 32S/32Q/16D Одиночний розряд - Парний розряд | Генрієта Надьова 6–3, 7–5                          | Павліна Нола                               | Сільвія Фаріна-Елія Анна Смашнова | Маріана Діас-Оліва Жустін Енен Жанетта Гусарова Глорія Піццікіні   |
| 10 липня | Internazionali Femminili di Palermo Палермо, Італія Турнір 4-ї категорії $140,000 - ґрунт - 32S/32Q/16D Одиночний розряд - Парний розряд | Сільвія Фаріна-Елія Ріта Гранде 6–4, 0–6, 7–6(8–6) | Руксандра Драгомір Вірхінія Руано Паскуаль | Сільвія Фаріна-Елія Анна Смашнова | Маріана Діас-Оліва Жустін Енен Жанетта Гусарова Глорія Піццікіні   |
| 17 липня | Idea Prokom Open Сопот, Польща Турнір 3-ї категорії $170,000 - ґрунт - 30S/32Q/16D Одиночний розряд - Парний розряд                      | Анке Губер 7–6(7–4), 6–3                           | Гала Леон Гарсія                           | Паола Суарес Анастасія Мискіна    | Кончіта Мартінес Патті Шнідер Барбара Шетт Квета Грдлічкова        |
| 17 липня | Idea Prokom Open Сопот, Польща Турнір 3-ї категорії $170,000 - ґрунт - 30S/32Q/16D Одиночний розряд - Парний розряд                      | Вірхінія Руано Паскуаль Паола Суарес 7–5, 6–1      | Оса Карлссон Ріта Гранде                   | Паола Суарес Анастасія Мискіна    | Кончіта Мартінес Патті Шнідер Барбара Шетт Квета Грдлічкова        |
| 17 липня | Sanex Trophy Knokke-Heist, Бельгія Турнір 4-ї категорії $110,000 - ґрунт - 32S/32Q/16D Одиночний розряд - Парний розряд                  | Анна Смашнова 6–2, 7–5                             | Домінік ван Рост                           | Магі Серна Марта Марреро          | Даллі Рандріантефі Патріція Вартуш Сара Пітковскі Сабін Аппельманс |
| 17 липня | Sanex Trophy Knokke-Heist, Бельгія Турнір 4-ї категорії $110,000 - ґрунт - 32S/32Q/16D Одиночний розряд - Парний розряд                  | Джулія Казоні Ірода Туляганова 2–6, 6–4, 6–4       | Кетрін Берклей Ева Дірберг                 | Магі Серна Марта Марреро          | Даллі Рандріантефі Патріція Вартуш Сара Пітковскі Сабін Аппельманс |
| 24 липня | Bank of the West Classic Стенфорд , США Турнір 2-ї категорії $535,000 - Хард - 28S/32Q/16D Одиночний розряд - Парний розряд              | Вінус Вільямс 6–1, 6–4                             | Ліндсі Девенпорт                           | Моніка Селеш Анна Курнікова       | Чанда Рубін Кара Блек Сандрін Тестю Емі Фрейзер                    |
| 24 липня | Bank of the West Classic Стенфорд , США Турнір 2-ї категорії $535,000 - Хард - 28S/32Q/16D Одиночний розряд - Парний розряд              | Чанда Рубін Сандрін Тестю 6–4, 6–4                 | Кара Блек Емі Фрейзер                      | Моніка Селеш Анна Курнікова       | Чанда Рубін Кара Блек Сандрін Тестю Емі Фрейзер                    |
| 31 липня | Acura Classic Сан-Дієго, США Турнір 2-ї категорії $535,000 - Хард - 28S/32Q/16D Одиночний розряд - Парний розряд                         | Вінус Вільямс 6–0, 6–7(3–7), 6–3                   | Моніка Селеш                               | Емі Фрейзер Анна Курнікова        | Мартіна Хінгіс Кончіта Мартінес Сандрін Тестю Наталі Тозья         |
| 31 липня | Acura Classic Сан-Дієго, США Турнір 2-ї категорії $535,000 - Хард - 28S/32Q/16D Одиночний розряд - Парний розряд                         | Ліза Реймонд Ренне Стаббс 4–6, 6–3, 7–6(8–6)       | Ліндсі Девенпорт Анна Курнікова            | Емі Фрейзер Анна Курнікова        | Мартіна Хінгіс Кончіта Мартінес Сандрін Тестю Наталі Тозья         |

### Серпень
| Week                | Турнір | Чемпіонки                                    | Фіналістки                           | Півфіналістки                          | Чвертьфіналістки                                        |
| ------------------- | --- | -------------------------------------------- | ------------------------------------ | -------------------------------------- | ------------------------------------------------------- |
| 7 серпня            | estyle.com Classic Лос-Анджелес, США Турнір 2-ї категорії $535,000 - Хард - 32S/32Q/16D Одиночний розряд - Парний розряд                           | Серена Вільямс 4–6, 6–4, 7–6(7–1)            | Ліндсі Девенпорт                     | Мартіна Хінгіс Олена Дементьєва        | Емі Фрейзер Кончіта Мартінес Ліза Реймонд Сандрін Тестю |
| 7 серпня            | estyle.com Classic Лос-Анджелес, США Турнір 2-ї категорії $535,000 - Хард - 32S/32Q/16D Одиночний розряд - Парний розряд                           | Елс Калленс Домінік ван Рост 6–2, 7–5        | Кімберлі По Анн-Гель Сідо            | Мартіна Хінгіс Олена Дементьєва        | Емі Фрейзер Кончіта Мартінес Ліза Реймонд Сандрін Тестю |
| 14 серпня           | du Maurier Open Монреаль, Канада Турнір 1-ї категорії $1,080,000 - Хард - 56S/32Q/28D Одиночний розряд - Парний розряд                             | Мартіна Хінгіс 0–6, 6–3, 3–0 знялася.        | Серена Вільямс                       | Кончіта Мартінес Аранча Санчес Вікаріо | Сандрін Тестю Анна Кремер Емі Фрейзер Магдалена Малеєва |
| 14 серпня           | du Maurier Open Монреаль, Канада Турнір 1-ї категорії $1,080,000 - Хард - 56S/32Q/28D Одиночний розряд - Парний розряд                             | Мартіна Хінгіс Наталі Тозья 6–3, 3–6, 6–4    | Жюлі Алар-Декюжі Ай Суґіяма          | Кончіта Мартінес Аранча Санчес Вікаріо | Сандрін Тестю Анна Кремер Емі Фрейзер Магдалена Малеєва |
| 21 серпня           | Pilot Pen Tennis Нью-Гейвен, США Турнір 2-ї категорії $535,000 - Хард - 28S/32Q/16D Одиночний розряд - Парний розряд                               | Вінус Вільямс 6–2, 6–4                       | Моніка Селеш                         | Аманда Кетцер Наталі Тозья             | Патті Шнідер Анке Губер Кім Клейстерс Домінік ван Рост  |
| 21 серпня           | Pilot Pen Tennis Нью-Гейвен, США Турнір 2-ї категорії $535,000 - Хард - 28S/32Q/16D Одиночний розряд - Парний розряд                               | Жюлі Алар-Декюжі Ай Суґіяма 6–4, 5–7, 6–2    | Вірхінія Руано Паскуаль Паола Суарес | Аманда Кетцер Наталі Тозья             | Патті Шнідер Анке Губер Кім Клейстерс Домінік ван Рост  |
| 28 серпня 4 вересня | Відкритий чемпіонат США Нью-Йорк, США Великий шолом $6,467,000 - Хард - 128S/96Q/64D/32X Одиночний розряд - Парний розряд - Змішаний парний розряд | Вінус Вільямс 6–4, 7–5                       | Ліндсі Девенпорт                     | Мартіна Хінгіс Олена Дементьєва        | Моніка Селеш Наталі Тозья Анке Губер Серена Вільямс     |
| 28 серпня 4 вересня | Відкритий чемпіонат США Нью-Йорк, США Великий шолом $6,467,000 - Хард - 128S/96Q/64D/32X Одиночний розряд - Парний розряд - Змішаний парний розряд | Жюлі Алар-Декюжі Ай Суґіяма 6–0, 1–6, 6–1    | Кара Блек Олена Лиховцева            | Мартіна Хінгіс Олена Дементьєва        | Моніка Селеш Наталі Тозья Анке Губер Серена Вільямс     |
| 28 серпня 4 вересня | Відкритий чемпіонат США Нью-Йорк, США Великий шолом $6,467,000 - Хард - 128S/96Q/64D/32X Одиночний розряд - Парний розряд - Змішаний парний розряд | Джаред Палмер Аранча Санчес Вікаріо 6–4, 6–3 | Макс Мирний Анна Курнікова           | Мартіна Хінгіс Олена Дементьєва        | Моніка Селеш Наталі Тозья Анке Губер Серена Вільямс     |

### Вересень
| Week       | Турнір | Чемпіонки                                 | Фіналістки                              | Півфіналістки                              | Півфіналістки                       | Чвертьфіналістки                                                  |
| ---------- | --- | ----------------------------------------- | --------------------------------------- | ------------------------------------------ | ----------------------------------- | ----------------------------------------------------------------- |
| 18 вересня | Sydney Olympics Сідней, Австралія $0 - Хард - 64S/31D Одиночний розряд - Парний розряд                                   | Золото                                    | Срібло                                  | Бронза                                     | Четверте місце                      | Аманда Кетцер Барбара Шетт Домінік ван Рост Аранча Санчес Вікаріо |
| 18 вересня | Sydney Olympics Сідней, Австралія $0 - Хард - 64S/31D Одиночний розряд - Парний розряд                                   | Вінус Вільямс 6–2, 6–4                    | Олена Дементьєва                        | Моніка Селеш 6–1, 6–4                      | Єлена Докич                         | Аманда Кетцер Барбара Шетт Домінік ван Рост Аранча Санчес Вікаріо |
| 18 вересня | Sydney Olympics Сідней, Австралія $0 - Хард - 64S/31D Одиночний розряд - Парний розряд                                   | Серена Вільямс Вінус Вільямс 6–1, 6–1     | Крісті Богерт Міріам Ореманс            | Елс Калленс Домінік ван Рост 4–6, 6–4, 6–1 | Ольга Барабанщикова Наталія Звєрєва | Аманда Кетцер Барбара Шетт Домінік ван Рост Аранча Санчес Вікаріо |
| 25 вересня | SEAT Open Люксембург, Люксембург Турнір 3-ї категорії $170,000 - Хард (п) - 30S/32Q/16D Одиночний розряд - Парний розряд | Дженніфер Капріаті 4–6, 6–1, 6–4          | Магдалена Малеєва                       | Барбара Ріттнер Анна Курнікова             | Барбара Ріттнер Анна Курнікова      | Даніела Гантухова Анн-Гель Сідо Патті Шнідер Кім Клейстерс        |
| 25 вересня | SEAT Open Люксембург, Люксембург Турнір 3-ї категорії $170,000 - Хард (п) - 30S/32Q/16D Одиночний розряд - Парний розряд | Александра Фусаї Наталі Тозья 6–3, 7–6(0) | Любомира Бачева Крістіна Торренс-Валеро | Барбара Ріттнер Анна Курнікова             | Барбара Ріттнер Анна Курнікова      | Даніела Гантухова Анн-Гель Сідо Патті Шнідер Кім Клейстерс        |

### Жовтень
| Week      | Турнір | Чемпіонки                                              | Фіналістки                         | Півфіналістки                       | Чвертьфіналістки                                              |
| --------- | --- | ------------------------------------------------------ | ---------------------------------- | ----------------------------------- | ------------------------------------------------------------- |
| 2 жовтня  | Toyota Princess Cup Токіо, Японія Турнір 2-ї категорії $535,000 - Хард - 28S/32Q/16D Одиночний розряд - Парний розряд                | Серена Вільямс 7–5, 6–1                                | Жюлі Алар-Декюжі                   | Моніка Селеш Дая Беданова           | Асагое Сінобу Крістіна Бранді Емі Фрейзер Єлена Докич         |
| 2 жовтня  | Toyota Princess Cup Токіо, Японія Турнір 2-ї категорії $535,000 - Хард - 28S/32Q/16D Одиночний розряд - Парний розряд                | Жюлі Алар-Декюжі Ай Суґіяма 6–0, 6–2                   | Міягі Нана Паола Суарес            | Моніка Селеш Дая Беданова           | Асагое Сінобу Крістіна Бранді Емі Фрейзер Єлена Докич         |
| 2 жовтня  | Porsche Grand Prix Фільдерштадт, Німеччина Турнір 2-ї категорії $535,000 - Хард (п) - 28S/32Q/16D Одиночний розряд - Парний розряд   | Мартіна Хінгіс 6–0, 6–3                                | Кім Клейстерс                      | Аранча Санчес Вікаріо Наталі Тозья  | Домінік ван Рост Аманда Кетцер Анн-Гель Сідо Кончіта Мартінес |
| 2 жовтня  | Porsche Grand Prix Фільдерштадт, Німеччина Турнір 2-ї категорії $535,000 - Хард (п) - 28S/32Q/16D Одиночний розряд - Парний розряд   | Мартіна Хінгіс Анна Курнікова 6–4, 6–2                 | Аранча Санчес Вікаріо Барбара Шетт | Аранча Санчес Вікаріо Наталі Тозья  | Домінік ван Рост Аманда Кетцер Анн-Гель Сідо Кончіта Мартінес |
| 9 жовтня  | Swisscom Challenge Цюрих, Швейцарія Турнір 1-ї категорії $1,080,000 - Хард (п) - 28S/32Q/16D Одиночний розряд - Парний розряд        | Мартіна Хінгіс 6–4, 4–6, 7–5                           | Ліндсі Девенпорт                   | Дженніфер Капріаті Барбара Шетт     | Анастасія Мискіна Анна Курнікова Наталі Тозья Чанда Рубін     |
| 9 жовтня  | Swisscom Challenge Цюрих, Швейцарія Турнір 1-ї категорії $1,080,000 - Хард (п) - 28S/32Q/16D Одиночний розряд - Парний розряд        | Мартіна Хінгіс Анна Курнікова 6–3, 6–4                 | Кімберлі По Анн-Гель Сідо          | Дженніфер Капріаті Барбара Шетт     | Анастасія Мискіна Анна Курнікова Наталі Тозья Чанда Рубін     |
| 9 жовтня  | Відкритий чемпіонат Японії Токіо, Японія Турнір 3-ї категорії $170,000 - Хард - 30S/32Q/16D Одиночний розряд - Парний розряд         | Жюлі Алар-Декюжі 5–7, 7–5, 6–4                         | Емі Фрейзер                        | Тамарін Танасугарн Йоаннетта Крюгер | Мірослава Ваврінец Тара Снайдер Джанет Лі Сільвія Плішке      |
| 9 жовтня  | Відкритий чемпіонат Японії Токіо, Японія Турнір 3-ї категорії $170,000 - Хард - 30S/32Q/16D Одиночний розряд - Парний розряд         | Жюлі Алар-Декюжі Коріна Мораріу 6–1, 6–2               | Тіна Кріжан Катарина Среботнік     | Тамарін Танасугарн Йоаннетта Крюгер | Мірослава Ваврінец Тара Снайдер Джанет Лі Сільвія Плішке      |
| 16 жовтня | Generali Open Лінц, Австрія Турнір 2-ї категорії $535,000 - Хард (п) - 28S/32Q/16D Одиночний розряд - Парний розряд                  | Ліндсі Девенпорт 6–4, 3–6, 6–2                         | Вінус Вільямс                      | Квета Грдлічкова Чанда Рубін        | Барбара Шетт Наталі Тозья Генрієта Надьова Олена Лиховцева    |
| 16 жовтня | Generali Open Лінц, Австрія Турнір 2-ї категорії $535,000 - Хард (п) - 28S/32Q/16D Одиночний розряд - Парний розряд                  | Амелі Моресмо Чанда Рубін 6–4, 6–4                     | Ай Суґіяма Наталі Тозья            | Квета Грдлічкова Чанда Рубін        | Барбара Шетт Наталі Тозья Генрієта Надьова Олена Лиховцева    |
| 16 жовтня | Heineken Open Шанхай, Китай Турнір 4-ї категорії $140,000 - Хард - 32S/26Q/16D Одиночний розряд - Парний розряд                      | Меган Шонессі 7–6(7–2), 7–5                            | Ірода Туляганова                   | Павліна Нола Тамарін Танасугарн     | Крістіна Бранді Обата Саорі Анна Смашнова Єлена Докич         |
| 16 жовтня | Heineken Open Шанхай, Китай Турнір 4-ї категорії $140,000 - Хард - 32S/26Q/16D Одиночний розряд - Парний розряд                      | Лілія Остерло Тамарін Танасугарн 7–5, 6–1              | Ріта Гранде Меган Шонессі          | Павліна Нола Тамарін Танасугарн     | Крістіна Бранді Обата Саорі Анна Смашнова Єлена Докич         |
| 23 жовтня | Кубок Кремля Москва, Росія Турнір 1-ї категорії $1,080,000 - Килим (i) - 28S/32Q/16D Одиночний розряд - Парний розряд                | Мартіна Хінгіс 6–3, 6–1                                | Анна Курнікова                     | Амелі Моресмо Наталі Тозья          | Олена Дементьєва Магдалена Малеєва Тетяна Панова Барбара Шетт |
| 23 жовтня | Кубок Кремля Москва, Росія Турнір 1-ї категорії $1,080,000 - Килим (i) - 28S/32Q/16D Одиночний розряд - Парний розряд                | Жюлі Алар-Декюжі Ай Суґіяма 4–6, 6–4, 7–6(7–5)         | Мартіна Хінгіс Анна Курнікова      | Амелі Моресмо Наталі Тозья          | Олена Дементьєва Магдалена Малеєва Тетяна Панова Барбара Шетт |
| 23 жовтня | EuroTel Slovak Indoor Братислава, Словаччина Турнір 4-ї категорії $110,000 - Хард (п) - 32S/32Q/16D Одиночний розряд - Парний розряд | Дая Беданова 6–1, 5–7, 6–3                             | Міріам Ореманс                     | Деніса Хладкова Каріна Габшудова    | Анн-Гель Сідо Сільвія Плішке Жустін Енен Генрієта Надьова     |
| 23 жовтня | EuroTel Slovak Indoor Братислава, Словаччина Турнір 4-ї категорії $110,000 - Хард (п) - 32S/32Q/16D Одиночний розряд - Парний розряд | Каріна Габшудова Даніела Гантухова Walkover            | Петра Мандула Патріція Вартуш      | Деніса Хладкова Каріна Габшудова    | Анн-Гель Сідо Сільвія Плішке Жустін Енен Генрієта Надьова     |
| 30 жовтня | Sparkassen Cup Лейпциг, Німеччина Турнір 2-ї категорії $535,000 - Хард (п) - 28S/32Q/16D Одиночний розряд - Парний розряд            | Кім Клейстерс 7–6(8–6), 4–6, 6–4                       | Олена Лиховцева                    | Наталі Тозья Анна Курнікова         | Барбара Шетт Олена Дементьєва Магдалена Малеєва Єлена Докич   |
| 30 жовтня | Sparkassen Cup Лейпциг, Німеччина Турнір 2-ї категорії $535,000 - Хард (п) - 28S/32Q/16D Одиночний розряд - Парний розряд            | Аранча Санчес Вікаріо Анн-Гель Сідо 6–7(6–8), 7–5, 6–3 | Кім Клейстерс Лоранс Куртуа        | Наталі Тозья Анна Курнікова         | Барбара Шетт Олена Дементьєва Магдалена Малеєва Єлена Докич   |
| 30 жовтня | Bell Challenge Квебек, Канада Турнір 3-ї категорії $170,000 - Килим (i) - 30S/32Q/16D Одиночний розряд - Парний розряд               | Чанда Рубін 6–4, 6–2                                   | Дженніфер Капріаті                 | Емі Фрейзер Мейлен Ту               | Соня Джеясілан Марія Венто Тетяна Пучек Фабіола Сулуага       |
| 30 жовтня | Bell Challenge Квебек, Канада Турнір 3-ї категорії $170,000 - Килим (i) - 30S/32Q/16D Одиночний розряд - Парний розряд               | Ніколь Пратт Меган Шонессі 6–3, 6–4                    | Елс Калленс Кімберлі По            | Емі Фрейзер Мейлен Ту               | Соня Джеясілан Марія Венто Тетяна Пучек Фабіола Сулуага       |

### Листопад
| Week         | Турнір | Чемпіонки                                     | Фіналістки                     | Півфіналістки                     | Чвертьфіналістки                                                     |
| ------------ | --- | --------------------------------------------- | ------------------------------ | --------------------------------- | -------------------------------------------------------------------- |
| 6 листопада  | Advanta Championships Філадельфія, США Турнір 2-ї категорії $535,000 - Хард - 28S/32Q/16D Одиночний розряд - Парний розряд        | Ліндсі Девенпорт 7–6(9–7), 6–4                | Мартіна Хінгіс                 | Наталі Тозья Кончіта Мартінес     | Анна Курнікова Жюлі Алар-Декюжі Голлі Паркінсон Аманда Кетцер        |
| 6 листопада  | Advanta Championships Філадельфія, США Турнір 2-ї категорії $535,000 - Хард - 28S/32Q/16D Одиночний розряд - Парний розряд        | Мартіна Хінгіс Анна Курнікова 6–2, 7–5        | Ліза Реймонд Ренне Стаббс      | Наталі Тозья Кончіта Мартінес     | Анна Курнікова Жюлі Алар-Декюжі Голлі Паркінсон Аманда Кетцер        |
| 6 листопада  | Wismilak International Куала-Лумпур, Малайзія Турнір 3-ї категорії $170,000 - Хард - 30S/31Q/16D Одиночний розряд - Парний розряд | Генрієта Надьова 6–4, 6–2                     | Іва Майолі                     | Тамарін Танасугарн Тетяна Панова  | Коріна Мораріу Йоаннетта Крюгер Мартина Суха Павліна Нола            |
| 6 листопада  | Wismilak International Куала-Лумпур, Малайзія Турнір 3-ї категорії $170,000 - Хард - 30S/31Q/16D Одиночний розряд - Парний розряд | Генрієта Надьова Сільвія Плішке 6–4, 7–6(7–4) | Лізель Губер Ванесса Вебб      | Тамарін Танасугарн Тетяна Панова  | Коріна Мораріу Йоаннетта Крюгер Мартина Суха Павліна Нола            |
| 13 листопада | Chase Championships Нью-Йорк, США Чемпіонат кінця року $2,000,000 - Килим (i) - 16S/8D Одиночний розряд - Парний розряд           | Мартіна Хінгіс 6–7(5–7), 6–4, 6–4             | Моніка Селеш                   | Анна Курнікова Олена Дементьєва   | Наталі Тозья Кончіта Мартінес Аманда Кетцер Кім Клейстерс            |
| 13 листопада | Chase Championships Нью-Йорк, США Чемпіонат кінця року $2,000,000 - Килим (i) - 16S/8D Одиночний розряд - Парний розряд           | Мартіна Хінгіс Анна Курнікова 6–2, 6–3        | Ніколь Арендт Манон Боллеграф  | Анна Курнікова Олена Дементьєва   | Наталі Тозья Кончіта Мартінес Аманда Кетцер Кім Клейстерс            |
| 13 листопада | Volvo Women's Open Паттайя, Таїланд Турнір 4-ї категорії $110,000 - Хард - 32S/32Q/16D Одиночний розряд - Парний розряд           | Анна Кремер 6–1, 6–4                          | Тетяна Панова                  | Генрієта Надьова Надія Островська | Сільвія Фаріна-Елія Ванесса Вебб Йоаннетта Крюгер Тамарін Танасугарн |
| 13 листопада | Volvo Women's Open Паттайя, Таїланд Турнір 4-ї категорії $110,000 - Хард - 32S/32Q/16D Одиночний розряд - Парний розряд           | Яюк Басукі Кароліна Віс 6–3, 6–3              | Тіна Кріжан Катарина Среботнік | Генрієта Надьова Надія Островська | Сільвія Фаріна-Елія Ванесса Вебб Йоаннетта Крюгер Тамарін Танасугарн |
| 20 листопада | Фінал Кубка федерації Барі, Італія – ґрунт (red)                                                                                  | United States · 5–0                           | Spain                          | Бельгія 1–2 Чехія 1–2             |                                                                      |

## Рейтинг
Рейтинг WTA на кінець 2000 року:
| Місце | Ім'я                  | Країна    | Очок  | 1999 | Зміна |
| 1     | Мартіна Хінгіс        | Швейцарія | 6,044 | 1    | =     |
| 2     | Ліндсі Девенпорт      | USA       | 5,021 | 2    | =     |
| 3     | Вінус Вільямс         | USA       | 3,694 | 3    | =     |
| 4     | Моніка Селеш          | USA       | 3,255 | 6    | +2    |
| 5     | Кончіта Мартінес      | Іспанія   | 2,752 | 15   | +10   |
| 6     | Серена Вільямс        | USA       | 2,306 | 4    | -2    |
| 7     | Марі П'єрс            | Франція   | 2,162 | 5    | -2    |
| 8     | Аранча Санчес Вікаріо | Іспанія   | 2,131 | 17   | +9    |
| 9     | Анна Курнікова        | Росія     | 2,098 | 12   | +3    |
| 10    | Наталі Тозья          | Франція   | 1,918 | 7    | -3    |
| 11    | Олена Дементьєва      | Росія     | 1,773 | 62   | +51   |
| 12    | Аманда Кетцер         | ПАР       | 1,752 | 11   | -1    |
| 13    | Чанда Рубін           | USA       | 1,722 | 22   | +9    |
| 14    | Дженніфер Капріаті    | USA       | 1,663 | 23   | +9    |
| 15    | Жюлі Алар-Декюжі      | Франція   | 1,435 | 9    | -6    |
| 16    | Амелі Моресмо         | Франція   | 1,426 | 10   | -6    |
| 17    | Сандрін Тестю         | Франція   | 1,413 | 13   | -4    |
| 18    | Кім Клейстерс         | Бельгія   | 1,398 | 47   | +29   |
| 19    | Анке Губер            | Німеччина | 1,369 | 16   | -3    |
| 20    | Емі Фрейзер           | USA       | 1,254 | 19   | -1    |

### 1-ша ракетка світу
| Утримувач              | Коли здобула          | Коли позбулася        |
| ---------------------- | --------------------- | --------------------- |
| Мартіна Хінгіс (SUI)   | Станом на кінець 1999 | 2 квітня 2000         |
| Ліндсі Девенпорт (USA) | 3 квітня 2000         | 7 травня 2000         |
| Мартіна Хінгіс (SUI)   | 8 травня 2000         | 14 травня 2000        |
| Ліндсі Девенпорт (USA) | 15 травня 2000        | 21 травня 2000        |
| Мартіна Хінгіс (SUI)   | 22 травня 2000        | Станом на кінець 2000 |

## Статистика
Список гравчинь і титулів, які вони здобули:
- Мартіна Хінгіс - Токіо, Маямі, Гамбург, 'с-Гертогенбос, Монреаль, Фільдерштадт, Цюрих, Москва та Чемпіонат туру WTA (9)
- Вінус Вільямс - Вімблдон, Стенфорд, Сан-Дієго і Нью-Гейвен, Відкритий чемпіонат США та Олімпійські ігри в Сіднеї (6)
- Ліндсі Девенпорт - Відкритий чемпіонат Австралії, Індіан-Веллс, Лінц та Філадельфія (4)
- Генрієта Надьова - Варашава, Палермо та Куала-Лумпур (3)
- Моніка Селеш - Оклагома-Сіті, Амелія-Айленд та Рим (3)
- Серена Вільямс - Гановер, Лос-Анджелес та Tokyo Cup (3)
- Кім Клейстерс - Гобарт та Лейпциг (2)
- Жюлі Алар-Декюжі - Істборн та Tokyo Open (2)
- Анке Губер - Ешторил та Сопот (2)
- Анна Кремер - Окленд та Паттая (2)
- Марі П'єрс - Гілтон-Гед та Відкритий чемпіонат Франції (2)
- Сільвія Талая - Голд-Кост та Страсбург (2)
- Дая Беданова - Братислава (1)
- Дженніфер Капріаті - Люксембург (1)
- Аманда Кетцер - Антверпен (1)
- Татьяна Гарбін - Будапешт (1)
- Ріта Куті-Кіш - Сан-Паулу (1)
- Гала Леон Гарсія - Мадрид (1)
- Кончіта Мартінес - Берлін (1)
- Амелі Моресмо - Сідней (1)
- Тіна Писник - Бол (1)
- Ліза Реймонд - Бірмінгем (1)
- Чанда Рубін - Квебек-Сіті (1)
- Барбара Шетт - Клагенфурт (1)
- Меган Шонессі - Шанхай (1)
- Анна Смашнова - Нокке-Гайст (1)
- Наталі Тозья - Париж (1)
- Ірода Туляганова - Ташкент (1)
- Патріція Вартуш - Богота (1)

Гравчині, що здобули свій перший титул:
- Сільвія Талая - Голд-Кост
- Анна Кремер - Окленд
- Патріція Вартуш - Богота
- Ріта Куті-Кіш - Сан-Паулу
- Татьяна Гарбін - Будапешт
- Тіна Писник - Бол
- Гала Леон Гарсія - Мадрид
- Ірода Туляганова - Ташкент
- Меган Шонессі - Шанхай
- Дая Беданова - Братислава

Титули за країнами:
- США - 20 (Відкритий чемпіонат Австралії, Гановер, Оклагома-Сіті, Індіан-Веллс, Амелія-Айленд, Рим, Бірмінгем, Вімблдон, Стенфорд, Сан-Дієго, Лос-Анджелес, Нью-Гейвен, Відкритий чемпіонат США, Олімпійські ігри в Сіднеї, Люксембург, Tokyo Cup, Лінц, Шанхай, Квебек-Сіті та Філадельфія)
- Швейцарія - 9 (Токіо, Маямі, Гамбург, 'с-Гертогенбос, Монреаль, Фільдерштадт, Цюрих, Москва і Чемпіонат туру WTA)
- Франція - 6 (Сідней, Париж, Гілтон-Гед, Відкритий чемпіонат Франції, Істборн та Tokyo Open)
- Словаччина - 3 (Варшава, Палермо та Куала-Лумпур)
- Австрія - 2 (Богота та Клагенфурт)
- Бельгія - 2 (Гобарт та Лейпциг)
- Хорватія - 2 (Голд-Кост та Страсбург)
- Німеччина - 2 (Ешторил та Сопот)
- Люксембург - 2 (Окленд та Паттая)
- Іспанія - 2 (Берлін та Мадрид)
- Чехія - 1 (Братислава)
- Угорщина - 1 (Сан-Паулу)
- Ізраїль - 1 (Нокке-Гайст)
- Італія - 1 (Budapest)
- ПАР - 1 (Будапешт)
- Словенія - 1 (Бол)
- Узбекистан - 1 (Ташкент)